# Vadstena C-Brakteat

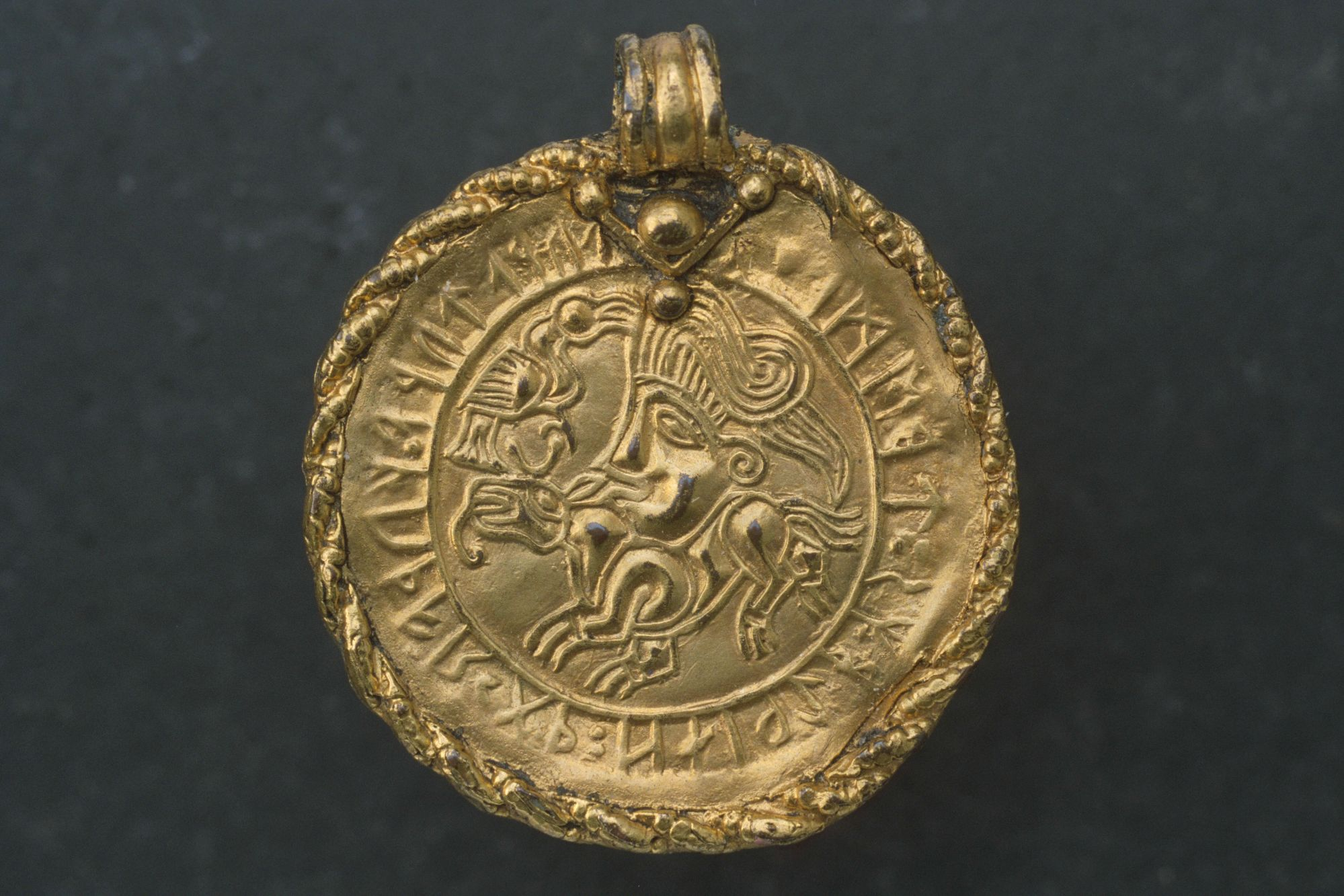
Kopie des gestohlenen Originals

Das Vadstena C-Brakteat (IK 377,1; Runologisch KJ 2, Ög178) ist ein mit Runen beschrifteter Goldbrakteat aus der Eisenzeit, der beim östergötlandischen Vadstena in Schweden gefunden wurde. Ein modelgleiches Exemplar wurde bei Mariedam (IK 377,2) in der schwedischen Provinz Närke gefunden.

## Auffindung und Beschreibung
Das Brakteat wurde unter unbekannten Umständen als Bodenfund in einem Hort zusammen mit einem unbeschrifteten Brakteat gefunden. Dort wurde es vor dem Einschmelzen gerettet und gelangte in den Bestand des Historiska Museet Stockholm, aus dem es im Jahr 1938 gestohlen wurde. Das Museum hatte jedoch zuvor eine detaillierte, qualitativ hochwertige Kopie (Inv.-Nr. 70) anfertigen lassen (Foto).
Das C-Brakteat hat 30,75 mm Durchmesser und wiegt 4,803 Gramm, das geprägte Bild ist durch Doppelschlag leicht verzerrt; die angebrachte Öse bildet optisch eine Achse. Der Rand ist mit einem Flechtband gefasst, dem auf der Vorderseite ein umlaufendes geschlängelts Band folgt und das das Bild begrenzt. Gezeigt ist das typologische Formular des männlichen Hauptes über einem Pferd und links oberhalb des Hauptes ein Vogel. Auf der Rückseite ist im Randbereich anstatt des Bandornaments zwischen einem Zirkelschlag die umlaufende Runenschrift angebracht. Zeitlich wird das Stück auf die zweite Hälfte des 5. Jahrhunderts bis zum ersten Viertel des 6. Jahrhunderts datiert.

## Inschrift
Die linksläufige Inschrift im älteren Futhark beginnt links unterhalb der Öse.
ᛏᚢᚹᚨᛏᚢᚹᚨ.ᚠᚢᚦᚨᚱᚲᚷᚹ ᛬ ᚺᚾᛁᛃᛇᛒᛉᛊ ᛬ ᛏᛒᛖᛗᛚᛜ(ᛟᛞ)
tuwatuwa.fuþarkgw : hnijïbRs : tbemlrŋ(od)
Die Inschrift besteht aus zwei Teilen. Zuerst die Sequenz Rune 1 bis Rune 8 tuwatuwa. Als Besonderheit folgt mit der Rune 9. eine vollständige Runenreihe, die mit bewusst gesetzten Worttrennern als sogenannte ættir (Geschlechter) ausgeführt wurde.
Die Rune 22 b steht für die ᚹ-Rune. Der zweite obere Punkt im Worttrenner nach Rune 24 ᛊ ist nicht klar lesbar da sie breitgedrückt ist. Hier wie im Futhark des Runenstein von Kylver sind die beiden letzten Runen d und o in der Reihenfolge vertauscht. Die ᛟ-Rune, die regulär eine Futhark-Runenreihe abschließt, wird durch die Öse fast zur Gänze verdeckt, die ᛞ-Rune ist gänzlich von der Öse und Dekor abgedeckt. Beide Runen sind jedoch bei IK 377,2 durch die dort fehlende Öse vorhanden.
Die Inschrift wird in der Sphäre des Zaubers und der Magie verortet, des im Altertum weiterverbreiteten Buchstaben- und Alphabetzaubers. Das schlüssig nicht deutbare tuwatuwa wird als Reduplikation gesehen, das als Formelwort besonders die Zauberkraft oder Wirkung und Schutz steigert. Verglichen wird mit der Sequenz salusalu des B-Brakteaten von Lellinge Kohave (IK 105).